# Ante Crnac
Ante Crnac, né le 17 décembre 2003 à Sisak en Croatie, est un footballeur croate qui joue au poste d'ailier droit à Norwich City.

## Biographie

### En club
Né à Sisak en Croatie, Ante Crnac commence le football au HNŠK Moslavina (en) avant d'être formé par l'un des clubs de la capitale, le Dinamo Zagreb. Il ne joue toutefois aucun match avec l'équipe première et le 24 janvier 2022 il s'engage en faveur du NK Slaven Belupo. Il signe un contrat de trois ans, soit jusqu'en décembre 2025,.
Il joue son premier match en professionnel lors d'une rencontre de première division croate le 29 janvier 2022 contre le NK Osijek. Il entre en jeu à la place d'Hansel Zapata (en) et son équipe s'impose par deux buts à un. Crnac inscrit son premier but le 4 avril 2022, lors d'une rencontre de championnat face au NK Lokomotiva Zagreb. Titulaire, il ouvre le score de la tête sur un centre de Bruno Bogojević mais son équipe se fait rejoindre avant de perdre la rencontre (3-1 score final),.
Le 16 septembre 2022 il permet à son équipe de s'imposer contre le NK Varaždin en inscrivant le seul but de la partie d'une frappe des 18 mètres. Cette victoire permet à son équipe d'occuper provisoirement la deuxième place du championnat croate,,.
Le 1er septembre 2023, Ante Crnac rejoint la Pologne afin de s'engager en faveur du Raków Częstochowa. Il signe un contrat courant jusqu'en juin 2028.
Le 22 août 2024, Ante Crnac rejoint l'Angleterre et le club de Norwich City, avec lequel il signe un contrat de quatre ans, soit jusqu'en juin 2028, avec une année supplémentaire en option.
Crnac marque son premier but pour Norwich le 19 octobre 2024, lors d'une rencontre de championnat face à Stoke City. Titulaire, il ouvre le score mais Stoke égalise par Million Manhoef (1-1 score final),.

### En sélection
Ante Crnac représente l'équipe de Croatie des moins de 17 ans, pour un total de trois matchs joués, tous en 2019.
En septembre 2022, Crnac est convoqué pour la première fois avec les moins de 20 ans.
Le 14 novembre 2022, Ante Crnac est appelé pour la première fois avec l'équipe de Croatie espoirs par le sélectionneur Igor Bišćan.